# Semana do Livro
Semana do Livro e da Biblioteca é um evento comemorativo do Brasil, criado pelo Decreto 84.631 em 1980, celebrado nas bibliotecas no período de 23 à 29 de outubro, incentivando a pesquisa, ensino e extensão.

## Objetivos específicos
A semana tem os seguintes objetivos:
- Incentivar a leitura e da informação;
- Incentivar a construção do conhecimento através da difusão do livro;
- Acesso as diversas formas de manifestações artísticas;
- Divulgar a profissão do bibliotecário;
- Desenvolvimento do bibliotecário através de oficinas;
- Conscientização sobre a preservação dos acervos;[2]
- Divulgar a normalização acadêmica para trabalhos científicos;[2]
- Permuta de livros entre a comunidade.[2]

## Público alvo
O público alvo são os participantes da biblioteca em geral, sejam contribuintes, sejam alunos e professores, ou comunidade, que é no caso das bibliotecas comunitárias, seja entre os bibliotecários, que aproveitam para participar de oficinas.
Exemplos de locais que realizam esse evento são as Bibliotecas de universidades federais como: A Biblioteca Professor Alpheu da Veiga Jardim da Universidade Federal de Goiás, Bibliotecas da Universidade Federal de Minas Gerais, Sistema de Bibliotecas da Universidade Federal do Pará (SIBI), etc.